# Оспан-батыр
Оспа́н-баты́р (Осман-батыр) Исла́мулы (каз. وسپان باتىر / Оспан батыр; уйг. ئوسمان باتۇر / Осман батур‎; кит. упр. 欧斯曼·巴图尔, пиньинь Ōusīmàn Bātúěr; 1899 — 29 апреля 1951) — один из лидеров национально-освободительного движения тюркских народов в Северном Синьцзяне (Джунгарии). Стремился создать Алтайское ханство.

## Биография
Родился в 1899 году в зимовье Ондикара Коктогайского района Алтайского округа Империи Цин. Происходит из рода Молкы племени керей Среднего жуза. 
Шежире: Керей – Абақ  – Жапбас – Молқы–Қожанқұл – Тағанақ – Арық – Машан батыр – Айтуған – Бегалы – Төлес – Райымбек – Райыс – Ісләм – Оспан батыр.
Звание батыра заслужил за мужество и бесстрашие после того, как в одной из стычек с гоминьдановцами лично убил 8 солдат и одного офицера. В 1940 году участвовал в Коктогайском восстании в Кёктокае против губернатора Синьцзяна Шэн Шицая. В июне 1943 года среди алтайских казахов вновь вспыхнуло восстание из-за решения властей насильственно переселить их на юг Синьцзяна, а китайских беженцев — на кочевья казахов. Это восстание предшествовало созданию просоветской Восточно-Туркестанской Республики (ВТР).
В 1943 году в ходе встречи Оспана с Хорлогийном Чойбалсаном ему были переданы 1000 винтовок, 20 пулемётов и боеприпасы для действий против гоминьдановского правительства. Весной 1944 года Оспан увёл из Синьцзяна на территорию МНР несколько тысяч казахов, а к середине сентября 1945 года его отряды совместно с войсками северного фронта ВТР полностью освободили Алтайский округ от гоминьдановских войск. После этого Оспан-батыр был назначен правительством ВТР губернатором Алтайского округа и награждён орденом Народного героя Восточно-Туркестанской республики. При этом Оспан вынашивал планы создания полностью независимого от ВТР и Китайской Республики Алтайского ханства, надеясь на обещания поддержки, данные ему Чойбалсаном. Это вызвало озабоченность советского руководства, в частности Берия, который рекомендовал ему прекратить боевые действия против китайцев. Оспан же, сославшись на болезнь, оставил пост губернатора Алтая и вновь возглавил казахский отряд, ставший грабить не столько гоминьдановские подразделения и обозы, сколько кишлаки, контролировавшиеся ВТР. К концу 1946 года Оспан окончательно перешёл на сторону Гоминьдана, получив должность «особо уполномоченного синьцзянского правительства в Алтайском округе».

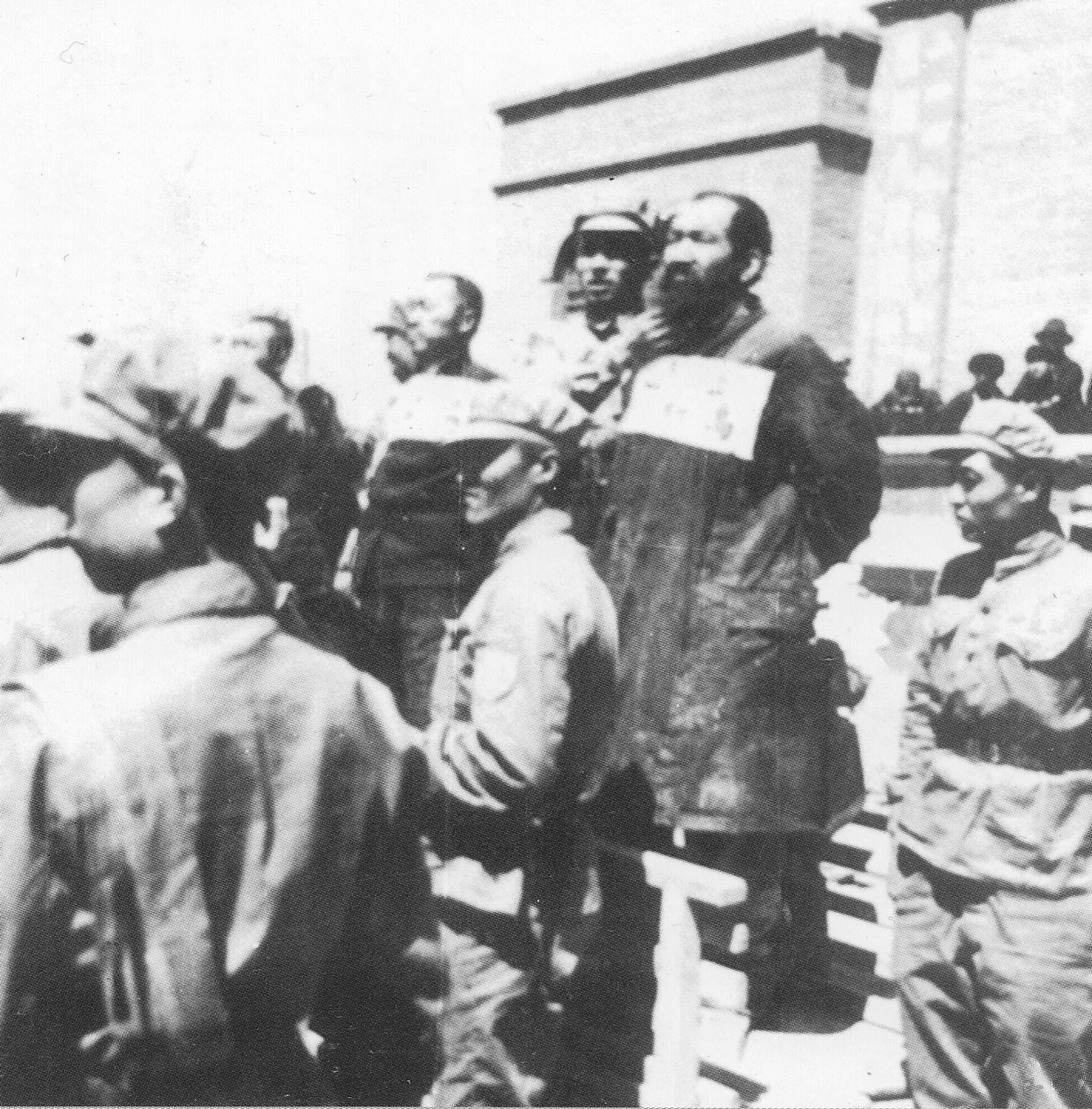
Казнь Оспан-батыра на площади Урумчи силами китайских коммунистов. 29 апреля 1951 года

В 1947 году Оспан принял участие во вторжении на территорию МНР в Байтак-Богдоском пограничном конфликте. После провала этой операции Оспан остался на стороне Гоминьдана, и, после того, как в 1949 году части НОАК вошли в Урумчи и установили в Синьцзяне режим КПК, возглавил казахов в мятеже против новой власти. В 1950 году 19 февраля на горе Канамбол в местечке Макай (Ганьсу)  Оспан-батыр попал в плен. Пробыв в заключении больше года, был публично расстрелян 29 апреля 1951 года на площади города Урумчи.

## Флаг
Стяг, хранившийся в Чингильском районе Синьцзяня у 11-го потомка Ер-Жанибека Зардыкана, в 1940 году стал флагом национально-освободительного восстания казахов под руководством Оспан-батыра в Китае. Священный флаг Ер-Жанибек батыра из тонкого белого шёлка шириной в сажень с красно-жёлтыми шёлковыми кистями был прикреплён на чёрное трёхсаженное копьё. По преданию это знамя Ер-Жанибеку вручил сам Абылай-хан.Академик 3.Самашев пишет, что флаг Ер-Жанибека был жёлтого цвета. На этот счет Аскар Умаров делает выводы, что, возможно, это могло быть белое знамя, пожелтевшее от времени.

## Внутренняя политика
Заслуги Оспан-батыра в спасении своих людей от «краснобородых» снискали ему славу, которая теперь была признана всеми, ведь в основном благодаря его усилиям Алтай практически очистился от китайцев. Поэтому 22 июня 1943 года казахи и монголы избрали его ханом на специальной церемонии в Булгуне, в месте пересечения трёх дорог, ведущих на Алтай из СССР, Монголии, Урумчи, тем самым объявив его законным приемником Чингисхана и подтверждая пророчество Боке-батыра о том, что он был избран Богом, чтобы привести свой народ к свободе.
Под началом Оспана служили не только представители казахской национальности, но и русские, татары, монголы и уйгуры.

## Отношения с МНР и СССР
В то самое место, где проходила специальная церемония избрания Оспан-батыра ханом, прибыли монгольский делегат маршал Чойбалсан, а также два представителя из СССР,  Касен и Султан, которые были казахскими вождями из Казахстана. Все трое прибыли в сопровождении внушительных на вид телохранителей, призванных поразить Оспан-батыра мощью и щедростью СССР. Чойбалсан начал с поздравления за его успехи в освобождении Алтая от китайцев, обходя тот факт, что китайцы, которых Оспан-батыр изгнал, состояли на службе у губернатора провинции Шэна, марионетки советского правительства. Затем он стал предлагать Оспану не останавливаться на достигнутом и закрепить свои позиции, провозгласив независимую Республику Алтай, став её первым президентом. Он очень осторожно намекнул, что советское правительство, возможно, будет готово позволить ему включить Алтайскую область Сибири в состав нового государства, добавив, что это, несомненно, даст Оспану возможность получать оружие и другую помощь, которые ему понадобятся, чтобы обеспечить безопасность новой республики против любой агрессии со стороны китайских националистов, а также подчеркнул ещё об одном преимуществе в случае независимости Алтая: огромные ресурсы этого края могут быть использованы исключительно на благо его жителей, среди которых казахи и монголы составляют подавляющее большинство, но не счел нужным указывать на то, что, поскольку новая республика полностью окружена сушей, её торговля будет зависеть от правителей СССР, если Китай откажется признать право Алтая на независимость. Оспан-батыра данная идея заинтересовала, но он не взял на себя ответственность дать определённый ответ в данный момент, ведь старался быть более осторожным, даже когда Чойбалсан закончил свою речь, обозначившую картину того, какое будущее ему предназначалось, если он доверится «великодушию» Сталина, он все равно не дал однозначного ответа. Затем Чойбалсан описал огромное количество товаров народного потребления, которые, по его словам, СССР держал на другой стороне границы, чтобы обменять их на шкуры, шерсть, домашний скот и минеральные богатства Алтая, и что пользу от такого обмена будут иметь только жители Алтая, а не китайские империалисты, он также добавил, что устранение китайского влияния позволит казахам и монголам Алтая обустраивать свои дела без вмешательства Китая. Это был весомый аргумент, поскольку между двумя кочевыми народами возникали постоянные споры по поводу территорий для выпаса скота. Оспан, возможно, подумал, что Касен и Султан, будучи выходцами из советского Казахстана, более подходящие кандидатуры для обсуждения вопроса о потребительских товарах, которые, как говорят, доступны в их стране, но они не вмешивались в разговор, и только когда Чойбалсан время от времени обращался к ним за подтверждением своих замечаний об СССР, они в основном одобрительно кивали в ответ. Но в ту ночь, после того, как ужин закончился, Касен пробормотал, обращаясь к Оспану, что мог бы поговорить с ним в частном порядке после того, как Чойбалсан покинет юрту. Поскольку юрты, в которых поселились монголы, по религиозным соображениям находились на некотором расстоянии от кибиток мусульман, не возникало никаких трудностей с тем, чтобы Касен тайно посетил Оспана, когда стемнеет. Когда они оба встретились, было очевидно, что Касен смущен, как и Чойбалсан, он получил указания от советского правительства перед тем, как его отправили навестить Оспан-батыра официально за пределами советской территории, но он был казахом, и в нём кипела кровь воинственных предков, Касен надеялся, что Оспан-батыр поймет, что скрывается под красноречивым потоком слов Чойбалсана. Когда двое мужчин вели между собой неспешный и едва слышный разговор, чтобы их слова не проникали сквозь толстые войлочные стены, Касен поведал Оспану печальную правду о разбитых надеждах 3 500 000 казахов в Казахстане, связанных с обещаниями СССР, когда красные сражались с белыми в первые дни русской революции, они представляли себя защитниками национальных меньшинсть, таких как казахи, но когда царское самодержавие было свергнуто, они приступили к русификации казахов и других азиатских народов в советской империи. Затем он рассказал, что казахи вновь понадеялись на новые изменения, когда Ленин ввел новую экономическую политику, потому что она обеспечивала безопасное существование не только мелким фермерам, но и кочевникам, занимающимся животноводством. Пять лет спустя кочевники обнаружили, что коммунисты вновь их обманули, потому что они забирали у людей скот, несмотря на свои ранние обещания, и даже стали сгонять их в колхозы и заставляли работать на подземных шахтах вместо того, чтобы позволить заниматься своим исконным ремеслом, сложившимся в Степи на протяжении веков. Примерно в это же время советское правительство стало отказывать мусульманам в праве проповедовать свою религию, пытаясь заставить детей в школах доносить на своих родителей, если они продолжали молиться, придерживаясь веры своих предков; гонениям и притеснениям стал подвергаться и казахский язык и вековой образ жизни, который казахи унаследовали от своих древних предков, включая самого Чингисхана. В заключение Касен сказал Оспану, что казахи при советской власти никогда не видели огромного количества потребительских товаров, о которых говорил Чойбалсан. В новых условиях советского режима они стали жить гораздо беднее, потому что лишились скота и средств к существованию, а советское правительство продолжало их грабить, называя кулаками или богатыми крестьянами, хотя они не хотели быть крестьянами и пытались сохранить образ жизни кочевых скотоводов. Оспан-батыр слушал молча, когда Касен закончил, Оспан сказал: «Истинно, сегодня я слышал слова достойного сына своих предков, но, если русские узнают твою родословную, это может для тебя плохо кончиться, когда ты вернешься. Здесь достаточно свободы для нас, если ты захочешь остаться», но Касен ему ответил: «Одному Богу известно, будет жить человек или умрет. Разве я не являюсь лидером и слугои народа моего? Кто я такой, чтобы оставаться в безопасности и покидать его в годину бедствий? Но Всевышний вознаграждает тех, чьи мысли заслуживают этого, и он вознаградит тебя». Некоторое время спустя Касен поднялся с места, и когда Оспан пожелал своему посетителю уйти с миром, Касен вернулся в свою юрту в приподнятом настроении. На следующий день Чойбалсан продолжил уговаривать Оспан-батыра благосклонно прислушаться к его предложению, но Оспан воздержался от этого, и переговоры закончились безрезультатно. После завершения переговор были предложены развлечения, которые затем  сменились обильными застольями, и на следующий день Чойбалсан, Касен и Султан отправились в обратную дорогу. Вскоре после того, как Касен и Султан добрались до своих домов в советском Казахстане, тайная полиция Берии арестовала их. Несколько месяцев спустя Касен был казнен, а Султана освободили.
Однако трудности не заставили ждать: из-за террора военных сил Гоминдана 360 семей из родного селения Оспана переселились в МНР. Здесь их хорошо встретили и оказали посильную помощь. Это переселение оказалось мостом налаживания связи между руководством МНР с Оспан-батыром, а через монгольских товарищей для советских властей появилась возможность влиять на батыра. И советское руководство всячески пыталось заручиться поддержкой и воспользоваться военным талантом и бесстрашием Оспан-батыра. 5 октября 1943г. состоялось даже специальное совещание, на котором было решено отправить к Оспан батыру делегацию из сорока человек во главе с неким Пахомовым. 6 октября прошла встреча делегации с батыром, однако стороны взяли на себя обязательства хранить в секрете её результаты. Именно после этой встречи повстанцам начали помогать оружием, вещами, продуктами. В первую очередь было послано 27 ружей, 2600 пуль, 10 маузеров, а английский автомат и тысяча патронов к нему были подарены лично Оспан батыру. Однако все эти подарки не затмили разум Оспана. Зная, что за ними стоит желание сделать его полностью подконтрольным и зависимым, он не остался в долгу: в ответ были подарены 38 лошадей, 8 ковров, 137 граммов золота. 25 февраля 1944г. на пограничной заставе, у притока Булгын реки Кобды состоялась встреча Оспан батыра с маршалом Чойбалсаном, послом Советского Союза в Монголии Ивановым, командиром Байкальского фронта Рубиным, руководителем разведки Ланпаныком, министром внутренних дел Монголии Шагоыржаном и его советником Гредиевым. На этот раз повстанцам было подарено 395 ружей-пятистволок, 2 тыс. пуль, 30 лёгких пулемётов, 6 тяжёлых пулемётов, 45 автоматов, 2 тыс. гранат. 5 марта 1944г. в специально подготовленной для этого юрте состоялась личная встреча Чойбалсана с Оспаном. Батыру сообщили о том, что в Монголии образована военизированная группа помощи повстанцам, а также создано временное независимое правительство алтайских казахов. Сталин понимал, что Оспан никогда не оставит своей цели – достижение национальной независимости – и поэтому старался не упускать его из виду, подсылал к нему шпионов, которые должны были войти в доверие к батыру, следить за ходом его мыслей и докладывать о каждом его шаге своему руководству.
Желание батыра сделать Алтайский округ независимой республикой не было ни для кого секретом, но это не входило в планы советского руководства и вызвало его озабоченность. В апреле 1946г. Оспан-батыр, прервав связь с регионами, обосновался в Байтеке. Тут он сражался с войсками Монголии, это раздражало советскую и монгольскую власть. При поддержке СССР 5 июня 1947г. четыре-пять вертолётов и 500 военных напали на отряд Оспан-батыра, тем самым их отношения стали враждебными. Алтай привлек советские власти и из-за месторождения урана, в котором СССР остро нуждался, разрабатывая свой ядерный арсенал.

## Поимка в плен и смерть
Курултай только начался, когда коммунисты внезапно атаковали со всех сторон утром 1 февраля 1951 года. Вожди, расположившиеся в юртах для совещания, услышали отрывистый шквал далеких ружейных выстрелов и беспощадные звуки стрельбы из пулемётов, сопровождаемых криками снаружи: «Коммунисты здесь! Коммунисты здесь!». Они схватили оружие и выбежали из юрты. Остальные мужчины тоже бросились к своим лошадям, и в считанные минуты вожди и их соратники неслись вскачь, чтобы присоединиться к начавшейся битве или оказаться в своих лагерях, некоторые из которых находились в шаговой доступности, а некоторые - на более отдаленных позициях: от двадцати пяти до тридцати километров. Женщины и дети, не дожидаясь распоряжений, бросились разбирать юрты, другие - загонять животных в одном месте, оставив юрты до своего возвращения, разумеется, если этому суждено было сбыться. Коммунисты добились полной тактической внезапности, но каждый казахский лагерь был уже готов прийти в движение, с юртами или без, в течение десяти минут, направляясь в сторону ближайших гор. Вокруг каждого лагеря образовалась невероятная суматоха, включая бойцов, стрелявших во вражескую конницу, людей на верблюдах, загоняющих своих испуганных животных обратно в табуны и стада, от которых они отбились, и отгоняю-щих их от бронированных машин врага. В самом деле, из-за того, что казахские лидеры оказались все в одном месте одновременно, нападение почти наверняка завершилось бы полным провалом. Войска коммунистов не были большими: беженцы, с которыми я встречался в Турции, насчитали около трёх тысяч единиц вооружений, пехоты, кавалерии, отрядов на верблюдах и бронемашин. Но самая опасная и мобильная часть атакующей силы, бронемашины, могла успешно маневрировать на открытой местности, и большинство казахов вместе со своими юртами и животными уже находились в горах в течение часа после начала атаки. Как обычно, коммунисты избегали слишком плотного сближения с казахскими всадниками и стремились отрезать друг от друга лидеров, их семьи и скот. Они не смогли добиться успеха в захвате семей, но им удалось по крайней мере отбить от их владельцев половину животных. И успех сопутствовал им в захвате лидеров. Семнадцатилетняя дочь Оспана Азапай поехала с отцом на курултай, хотя его сын Шердиман остался в лагере в горах хана Амбала, находящегося от этого места в нескольких километрах. Отец и дочь вскочили на лошадей, как только раздался сигнал тревоги. Дочь двигалась примерно в двухстах метрах впереди, когда они пересекали узкое ущелье. Оспан-батыр увидел, что вышедшие из засады солдаты коммунистов сбросили её с лошади. Коммунистов насчитывалось не менее двухсот человек, но они бросились спасаться бегством, когда Оспан-батыр направился в их сторону, на ходу стреляя из пулемёта. Скольких солдат он убил в тот момент, посчитать теперь вряд ли возможно, но те, кто остался в живых, спасались бегством. Его дочь оказалась невредимой, когда он добрался до неё, хотя лошадь была мертва. Когда он приблизился к ней, она заскочила к нему сзади, и они развернулись и поскакали прочь. Вскоре они оказались на берегу озера, и Оспан решился пересечь его по замерзшей поверхности. Но лед оказался хрупким, и лошадь провалилась, увлекая за собой всадников и сломав ногу.
У Оспана и у его дочери были автоматы. Они пристрелили лошадь и, притаившись на льду за её мертвой тушей, много часов отстреливались от врага, надеясь на помощь. Но она так и не подоспела, потому что никто не знал, где они оказались. Кольцо вокруг них медленно сужалось, и коммунисты подбирались все ближе, удерживая огонь, потому что им было приказано взять Оспана живым. Наконец, они оказались достаточно близко, чтобы совершить последний бросок и захватить Оспана, не считаясь с потерями, которые, по словам казахских беженцев, насчитывали более двухсот человек убитыми. Оспан-батыр и его дочь Азапай уже не имели патронов, чтобы отстреливаться, и вынуждены были сдаться. Они связали руки Оспана за спиной, привязав к ним камень весом в сто «цзинь», который равен примерно одному английскому хандредвейту и одному квартеру. Затем они положили его на лошадь, связав ему ноги под её животом и отвезли в Дуньхуан, находившийся на расстоянии более восьмидесяти километров. Там они пытали его много дней и ночей, иногда вывозили верхом на лошади, привязав к нему плакаты спереди и сзади, на которых было написано: «Он хвастал тем, что освободит Туркестан от китайцев, но он этого не сделал». Но они не могли заставить его молчать, поэтому Оспан выкрикивал прохожим: 
«Я могу умереть, но пока будет существовать свет, мой народ продолжит борьбу».
Наконец его отвезли в Урумчи, где в определённое время коммунисты провели тщательно спланированную публичную казнь, чтобы вселить страх в сердца людей. Сначала они провезли его по главным улицам на грузовике с почерневшим лицом, означавшим знак позора и с плакатом на шее следующего содержания: «Он сказал, что освободит Туркестан от китайцев, но на самом деле он продал его британцам и американцам». Затем доставили его в Шуймогоу, что означает Долина водяных мельниц, куда было приказано прибыть представителям всех слоев населения, чтобы наблюдать за тем, как он будет обезглавлен. Сюда же были согнаны и дети из всех школ и представители разных ремесел и профессий. Оспан-батыр и его дочь были захвачены в феврале 1951 года и затем он был казнен. Газеты коммунистов, описывая сцену казни, писали, что тысячи жителей Урумчи присутствовали на ней добровольно, чтобы увидеть конец предателя, который пытался продать их капиталистам. Мой информатор, оказавшийся там в тот день, заверяет меня, что люди приходили, потому что у них не было выбора. Он считает, что коммунисты устроили этот спектакль, потому что боялись восстания и хотели показать, что ждет каждого осмелившегося выступить против них. Поэтому не только место казни было заполнено специально направленными туда делегатами, но и улицы - принужденными на это смотреть зрителями. И массы людей в изобилии стекались туда благодаря секретным агентам народной полиции. Мой осведомитель утверждает, что, возможно, те, кто там присутствовал, находились под воздействием страха, но он убежден, что подавляющее большинство испытывало ненависть к коммунистам за их жестокость, хотя ни один не посмел заплакать, чтобы народная полиция не арестовала их. Когда Оспан приблизился к месту казни с почерневшим лицом и с плакатом на шее, он прошёл мимо завода, на котором девушки-политзаключённые изготавливали униформу для солдат коммунистов. Одной из них была его дочь Азапай.

## Семья
- Первая жена — Нуркизы, у неё и Оспана было 6 сыновей и три дочери[10].
- Вторая жена — Мемей, у неё было три дочери. В 1940 году при повторном взятии аула Коктогай 8 из 11 детей Оспан-батыра были убиты, ещё троих детей смогла спасти Мемей[10].
- Третья жена — Баян, у неё были сын и дочь[10].
  - Сын — Зия, убит в 1943 году в тюрьме[10],
  - Сын — Ойдолла, убит в 1943 году в тюрьме[10],
  - Сын — Кари, убит в 1943 году в тюрьме[10].
  - Сын — Шердиман, после гибели отца возглавил войска,  сентябре 1952 года, по соглашению с правительством КНР сдал оружие и подчинился. Был заместителем в Алтайском уездном сельскохозяйственном учреждении. Затем стал заместителем председателя маслихата Илийской области. Во время культурной революции он был арестован и убит в тюрьме[11].
  - Сын — Ныгметолла, был членом Алтайского окружного политического совета. Во время культурной революции получил тяжёлое ранение, в результате которого оказался парализован. Скончался от побоев[11].
  - Сын — Наби, во время культурной революции был осуждён на 10 лет принудительных работ. В 1980 году был оправдан и в 2000 году умер от болезни в Коктогайском уезде Алтайского округа КНР[11]. 24 сентября 2020 года его сын Нурлан Набиулы и ещё двое родственников приговорены к пожизненному заключению в КНР по обвинениям, включавшим «почитание Оспан-батыра»[12][a]
  - Сын — Амак,  жил (сведения на 2011 год) в селе Курти Коктогайского уезда Алтая[11].
  - Дочь — Аз-Апай (или Азипа[10]) (1934—?), снайпер, попала в плен к НОАК вместе с отцом[13].
  - Дочь — Пансия, во время казахского восстания была снайпером[10].
  - Отец — Ислам Бей[14]
  - Мать — Кайша (Айша)[14]

## Память

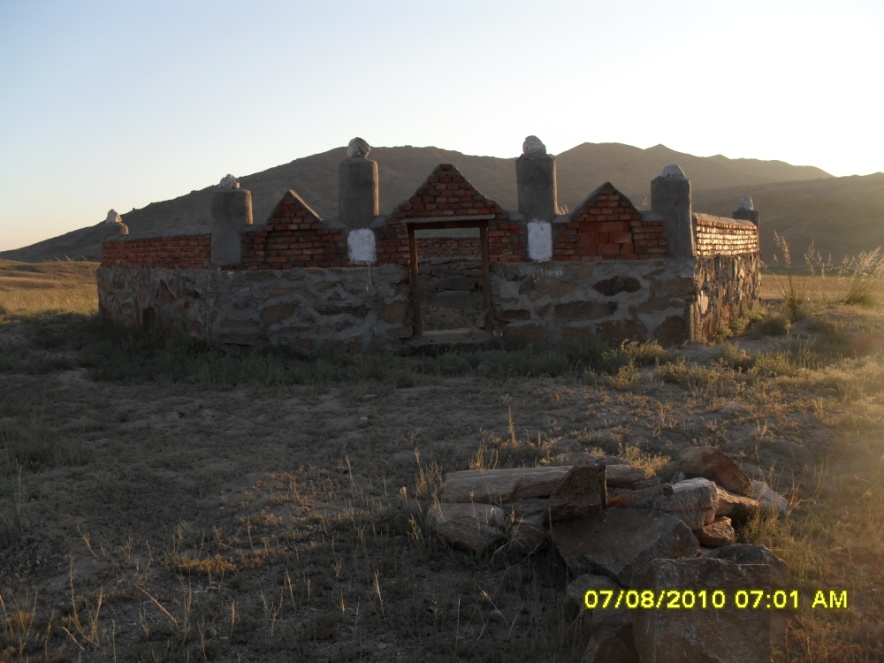
Зират Оспан-батыра в ИКАО, Синьцзян, Китай

Личность Оспан-батыра в Китае до сих пор рассматривается как сугубо отрицательная. Однако в Казахстане Оспан почитается некоторыми кругами историков. Тем не менее, государство не делало открытых шагов для увековечивания его памяти. Долгое время власти КНР не отдавали тело Оспан-батыра его семье, чтобы предать его земле. Старший сын Шердиман лишь через два года смог получить останки отца и 12 января 1953 года похоронить их.  Оформил могилу и установил мазар на ней лишь в 2004 году младший сын Оспан-батыра Амак.

## Комментарии
1. ↑  Кроме Нурлана были осуждены ещё Нагыз Мухамедулы и Толкын Согысайулы. Все трое были обвинены в «крайнем национализме», «[создании] угрозы целостности родины», «установлении контактов с "националистическими" организациями в Казахстане», «частых контактах с Казахстаном», «праздновании Дня независимости Казахстана», «агитации к переезду в Казахстан» и «почитании Оспан-батыра», Они были арестованы еще в 2017 и 2018 годах, по их словам подвергались пыткам[12]
2. ↑  Амак, единственный из сыновей Оспана, оставшийся в живых, обратился к властям Китая с такими словами: Я не видел отца и не знал его. Однако похоронить по обычаям останки отца долг сына. Не имею никакого отношения к политике, но, выполнить свой долг как потомка обязан[16].